# Parque Estuário
Parque Estuário é um bairro do distrito de Vicente de Carvalho, na cidade de Guarujá.
Seu principal acesso é a avenida Presidente Vargas (antiga Avenida "A", alterada conforme Lei Municipal Nº 375, DE 4/12/1957), com variados comércios que se misturam a casas, criando um contraste visual. O Parque Estuário é oriundo do desmembramento do antigo Sítio Pai Elesbão. Muitos dos lotes do loteamento Parque Estuário eram de propriedade de Jorge Lodi Batalha e sua esposa Yvette Valença Batalha. O bairro faz divisa com os bairros do Paecará, Itapema e Vila Áurea e Jardim Progresso através do Rio Acaraú (conforme Lei Complementar Nº 108, de 26-01-2007).
Sua população é de 8.238 habitantes, sendo: população masculina, representa 3.980 hab, e a feminina, 4.258 hab.